# Malibu-Express
Malibu-Express (Originaltitel Malibu Express) ist ein US-amerikanischer Kriminalfilm aus dem Jahr 1985 von Andy Sidaris, der auch das Drehbuch verfasste und als Produzent fungierte. Der Film gehört zur sogenannten „Bullets, Bombs and Babes“-Filmreihe.

## Handlung
Cody Abilene ist ein wohlhabender Privatdetektiv, der sich gerne mit vielen, jungen Frauen umgibt und hat den Ruf eines Playboys inne. Von der Geheimdienstagentin Contessa Luciana erhält er einen Regierungsauftrag, nachzuverfolgen, wer hochmoderne und innovative Computertechnologie an die Sowjets liefert.
Zuerst verdächtigt er eine Reihe von reichen Prominenten. Später tendiert sein Verdacht zu einer Gruppe nacktlebender Frauen nur um kurz darauf einen Ex-Sträfling mit einer Vorliebe für Erpressungen zu verdächtigen. Alle seine Erkenntnisse und Untersuchungen muss er direkt der Behörde übermitteln und alles vor seiner Freundin Beverly Mcafee, einer Polizistin, Geheimhalten.
Doch die Organisation, die er sucht, wird bald auf ihn aufmerksam. Diese sind zu allem bereit, um zu verhindern, dass jemand ihnen auf die Schliche kommt. Daher soll Cody eliminiert werden. Nun bittet er Beverly darum, ihn bei den Ermittlungen zu helfen. In einem Strandhaus kommt es zwischen den beiden zum Geschlechtsverkehr. Als sie sich wieder anziehen wollen, werden sie von zwei Auftragsmördern aufgespürt. In der Folge kommt es zu Schießereien, Verfolgungsjagden und Rennen.

## Hintergrund

### Produktion
Die Dreharbeiten begannen ab dem 1. November 1983. Die Außenaufnahmen entstanden in Beverly Hills sowie in der Umgebung von Los Angeles, darunter der Sunset Boulevard, der Willow Springs Raceway und am Mojave River. Die Filmmusik komponierte Henry Strzelecki, den Soundtrack produzierte Ronny Light.

### Veröffentlichung
Im März 1985 landete der Film im US-amerikanischen Videoverleih, 2002 folgte die Veröffentlichung auf DVD. Später erschien der Film als Teil von DVD-Sammlungen, so etwa 2003 in der Andy Sidaris Collection, Vol. 1 und 2005 in der Triple B Collection, Vol. 1.

## Rezeption
„Ein unfähiger Privatdetektiv gerät in einen wirren Fall, bei dem es um den Verrat von Staatsgeheimnissen zu gehen scheint. Die Handlung ist bloßer Aufhänger für eine Aneinanderreihung von Nacktszenen und Striptease-Nummern. – Wir raten ab.“

Auf Actionfreunde ist man der Meinung, es handelt sich um „etwas schlüpfrigere Varianten“ zu Miami Vice und Magnum, die im selben Zeitraum erschienen. Es wird die Logik im Film bemängelt und eine „nachvollziehbare Handlung“ wird vermisst. Die Nacktheit im Film wird „meist schnell geboten“, ist „schnell vorbei“ und kommt „nicht allzu anstößig daher“. Generell werden die Bettszenen als „plumpe Schauwerte für ein plumpes Publikum“ bezeichnet. Die Actionszenen im Film seien „alles andere als filigran“ und böten lediglich „ein paar eher hüftsteife Schießereien, grobmotorische Prügeleien und ein paar Autojagden“. Im Gegensatz zu anderen Filmproduktionen von Andy Sidaris, hebe sich der Film mit einem „selbstironischen Tonfall“ ab. Über das Schauspiel von Hauptdarsteller Darby Hinton wird geurteilt, dass er ein großer Schauspieler wohl nicht mehr werden würde, er es „doch ganz gut“ mache. Final erhält der Film 5 von 10 möglichen Punkten.
Im Popcornmeter, der Zuschauerwertung auf Rotten Tomatoes, hat der Film bei mehr als 1000 Abstimmungen eine Wertung von 31 %. In der Internet Movie Database hat der Film bei über 3000 Stimmabgaben eine Wertung von 4,8 von 10,0 möglichen Sternen (Stand: Juni 2025).